# Max Holste MH.20
Max Holste MH.20 – francuski jednosilnikowy samolot wyścigowy.

## Historia
Samolot został zbudowany z przeznaczeniem do udziału w wyścigu lotniczym Coupe Deutsch de la Meurthe w 1939 roku. W styczniu 1939 roku konstruktor Max Holste rozpoczął prace projektowe w l'École de Réèducation Professionnelle. Płatowiec został ukończony do czerwca 1939 roku, brakującym elementem konstrukcji był silnik. 
Po ataku III Rzeszy na Francję prace zostały przerwane. Po zakończeniu działań wojennych konstruktor uzyskał zgodę na kontynuowanie prac. Samolot był przechowywany w Courbevoie. Po dostarczeniu silnika Régnier został ukończony i  25 lipca 1941 roku pilot doświadczalny Marcel Finance dokonał jego oblotu. Start nastąpił z lotniska w Vlllacoublay, awaria silnika zmusiła pilota do przymusowego lądowania. Samolot został przetransportowany do fabryki w Clichy, gdzie został naprawiony. Brak informacji o jego dalszym wykorzystaniu, jedyny egzemplarz został zniszczony 22 czerwca 1944 roku w wyniku alianckiego bombardowania.